# Elisabetta Conci
Elisabetta Conci También conocida como Elsa Conci (Trento, 23 de marzo de 1895 - Mollaro, 1 de noviembre de 1965)  fue una política italiana de la democracia cristiana. Formó parte de la Asamblea Constituyente en 1946 siendo una de las primeras mujeres parlamentarias de Italia. En 1948 fue elegida miembro de la Cámara de Diputados, manteniendo el escaño hasta su muerte durante cuatro legislaturas. Denfensora del europeismo, fue una de las fundadoras en 1953 de la Unión Europea de Mujeres, organización que presidió de 1959 a 1963.

## Biografía
Conci nació en Trento, durante el Imperio austrohúngaro, en 1895. Era la mayor de las cinco hijas de Maria Sandri, profesora de piano, y de Enrico Conci, abogado y más tarde miembro de la Cámara de Diputados de Austria desde 1897 hasta 1917.  La educación fuertemente religiosa recibida por la familia la marcó profundamente. 
Estudió en el colegio privado femenino de las Ursulinas de Innsbruck al tiempo que se graduó también de piano en el conservatorio, siguiendo los pasos de su madre. Tras reunirse con su familia, que estaba confinada en Linz, ella y su hermana Amelia fueron llevadas a juicio por irredentismo en 1915 tras el hallazgo en su departamento de materiales de propaganda. Sin embargo, fue liberada de una amnistía concedida tras la muerte del emperador Francisco José I en 1916, antes de que pudiera ser sentenciada. 
Estudió filosofía en la Universidad de Viena hasta el final de la Primera Guerra Mundial en 1918 y luego se trasladó a la Universidad La Sapienza de Roma, donde participó en la Federación Católica Italiana de Estudiantes Universitarios, presidiendo la sección de Roma.  Se graduó en literatura en 1920 y trabajó como profesora de alemán en el Instituto Técnico Inferior Leonardo da Vinci de Trento, que pasó a formar parte de Italia en 1919 (después de lo cual su padre se convirtió en senador del parlamento italiano).   Se involucró en actividades de bienestar, brindando servicios extraescolares para niños pobres.  En 1933 se unió a la organización fascista de mujeres de Trento, aunque era crítica con el gobierno y las leyes raciales. 
Después de la Segunda Guerra Mundial, Conci contribuyó al proceso de construcción de la Democracia Cristiana. Escribió varios artículos sobre temas políticos y de moral en Il Popolo Trentino.  Participó en el primer comité provincial provisional del DC de Trentino y en el congreso provincial del partido, subrayando que esta fue la primera asamblea política donde también se pudieron escuchar las voces de las mujeres.
En 1946 fue elegida por primera vez delegada al congreso nacional de la DC y luego diputada a la Asamblea Constituyente. Formó parte de la Comisión de los 18, que tenía la tarea de coordinar los estatutos especiales con la Constitución.
Mientras tanto, en 1947 también fue elegida delegada nacional adjunta del Movimiento de Mujeres Demócrata Cristianas, junto con Angela Gotelli y bajo la dirección de Maria De Unterrichter, cargo que ocupó hasta 1952.
Fue candidata del partido en Trento en las elecciones de 1946 (quedó segunda detrás del líder del partido Alcide De Gasperi )  y fue una de las 21 mujeres elegidas. Fue reelegida en las elecciones de 1948, en las que también fue elegido su padre para el Senado. Fue reelegida nuevamente en 1953, 1958 y 1963 . También formó parte de la delegación italiana ante el Parlamento Europeo.
Durante las diferentes legislaturas formó parte de numerosas comisiones y fue cofirmante de numerosas propuestas legislativas, incluidas las relativas a la adopción de menores abandonados, la protección física y económica de las madres trabajadoras y para la regulación de la profesión y el establecimiento del registro de asistentes. social. Defensora del ideal europeo, fue también miembro de la delegación italiana en el Parlamento Europeo y una de las fundadoras de la Unión Europea de Mujeres, que presidió de 1959 a 1963.
Tras enfermar en mayo de 1965, se retiró a su casa de Mollaro en el Valle del Non, donde murió en noviembre.